# Michael Cochrane (pianist)
Michael Cochrane (Peekskill, 4 september 1948) is een Amerikaanse jazzpianist, -componist, -arrangeur en auteur.

## Biografie
Michael Cochrane groeide op in een klein stadje bij New York. Op 8-jarige leeftijd kreeg hij pianoles, in de middelbare schoolband deed hij zijn eerste ervaringen op met jazz- en bigbandmuziek. Hij studeerde vervolgens wiskunde aan de Boston University en was ook betrokken bij een muziekprogramma in Berkeley (Californië). Cochrane veranderde uiteindelijk van studierichting en studeerde af in psychologie. Na zijn afstuderen trad hij eerst op in en rond Boston, voordat hij naar New York verhuisde. Daar begon hij een langdurige samenwerking met trompettist Hannibal Marvin Peterson, met wie hij de komende zeven jaar op tournee ging en meewerkte aan zijn album One With the Wind voor Muse Records. Begin jaren 1980 speelde hij in de band van Jack Walrath. Hij speelde ook met Sonny Fortune, Eddie Gomez, Valery Ponomarev, Clark Terry, Michael Brecker, Chico Freeman, Ted Curson en Oliver Lake. Vanaf het midden van de jaren 1980 nam hij onder zijn eigen naam een serie albums op voor de labels Soul Note en SteepleChase Records, met deelname van onder andere Tom Harrell, Bob Malach, Dennis Irwin, Ron McClure en Jeff Hirshfield. Momenteel (2019) leidt hij het kwartet Lines of Reason, dat bestaat uit Joe Ford, Marcus McLaurine en Alan Nelson (drums).
Cochrane heeft verschillende boeken geschreven over solo-arrangementen voor piano en jazz en heeft lesgegeven aan de Rutgers University, Princeton University en de New York University.

## Discografie
Als leader
- 1985: Elements (Soul Note) met Tom Harrell (trompet), Bob Malach (tenorsaxofoon, fluit), Dennis Irwin (bas), James Madison (drums)
- 1992: Song of Change (Soul Note)
- 1995: Impressions (Landmark)
- 1997: Cutting Edge (Steeplechase)
- 1998: Footprints (Steeplechase)
- 2000: Gesture of Faith (Steeplechase)
- 2000: Minor Matrix (Steeplechase)
- 2000: Pathways (Steeplechase)
- 2001: Quartet Music (Steeplechase)
- 2007: Right Now (Steeplechase)

Met Sonny Fortune
- 1976: Waves of Dreams (Horizon)

Met Jack Walrath
- 1981: Revenge of the Fat People (Stash)
- 1982: In Europe (SteepleChase)
- 1982: A Plea for Sanity (Stash)
- 1983, 1985: Jack Walrath Quintet at Umbria Jazz Festival, Vol. 1 (Red)
- 1983, 1985: Jack Walrath Quintet at Umbria Jazz Festival, Vol. 2 (Red)
- 1990, 1992: Gut Feelings (Muse)

Met Nancy Monroe
- 1994: Dance My Heart (mja Records)[3]
- 2001: The Love Within (mja Records)[4]

Met David Alan Gross
- 1997: The Final Answer To Everything (mja records)[5]